# Каниц, Юлий Иванович фон
Юлий Иванович фон Каниц (1730-е годы — 1781 год) — командир (директор) Казанских гимназий в 1764—1781 годах. Писатель.

## Биография
Происходил из дворян. Родился в 1730-х годах.
В 1744—1751 годах обучался в Шляхетском кадетском корпусе. После двух лет военной службы был секретарём Юстиц-коллегии Эстляндских и Лифляндских дел.
В декабре 1764 года назначен «командиром Казанских гимназий» (формально Казанская гимназия в то время разделялась на две: для дворянских детей и для детей людей разночинных и обер-офицерских), которыми и управлял до смерти в 1781 году. На этой должности Ю. И. фон Каниц приобрёл репутацию хорошего педагога и администратора.
При управлении учебным заведением ему пришлось бороться со многими неблагоприятными условиями: недостатком средств и отсутствием хорошо подготовленных преподавателей. Усилиями Ю. И. фон Каница недавно основанная казанская гимназия была поставлена в «приличное положение»: он привлёк учителей из числа московских студентов, улучшил преподавание языков, ввёл изучение татарского языка (который преподавал Сагит Хальфин), заботился о театральных представлениях в гимназии, устраивал литературные чтения:192-195.
Во время пребывания Екатерины II в Казани в 1767 году, он принимал инспекцию директора Академии наук графа В. Г. Орлова. К приезду императрицы под его руководством перед гимназией были устроены триумфальные ворота с изображением государственного герба.
Он также принял активное участие в защите Казани вместе с своим «гимназическим корпусом», в числе 74 человек из учителей, учеников, служащих при гимназии и других лиц во время осады города Е. И. Пугачёвым в 1774 году. Во время боёв его ранило стрелой (А. С. Пушкин в «Истории Пугачёва» ошибочно писал, что он был убит). За «самоотверженные подвиги», проявленные корпусом, по представленному докладу князя П. С. Мещерского, Екатерина II предписала выдать директору гимназии надворному советнику фон Каницу полугодовое жалованье:231. Однако он был полностью разорён, так как в пожаре, устроенном пугачёвцами, был уничтожен его дом с крупной библиотекой. Поскольку здания гимназии также сгорели, после разграбления города пугачёвцами директору гимназии пришлось восстанавливать учебное заведение.

## Работы
До нашего времени дошли сочинения Ю. И. фон Каница: «Описание картин на триумфальных воротах, построенных для прибытия Екатерины II» (1767), «Слово в публичном собрании при казанской гимназии» (1775) и «Сочинение о найденных в Казанской губернии естественных редкостях» (1777). Сохранились также его письма о состоянии гимназии к директору и попечителю Московского университета И. И. Мелиссино, которые были опубликованы в «Библиографических Записках» (1858) и в работах А. И. Артемьева о Казанских гимназиях XVIII века.
Он также является одним из первых историков Казани. Известно, что он начал работу над написанием труда об истории Казани, но не успел её закончить.

Уверьте г. Хераскова, что я решился с Божиею помощью начать Казанскую Историю, и кому бы мог я посвятить её, как не ему, виновнику этого труда?— Из письма Ю. И. фон Каница Г. Р. Державину от 4 декабря 1778 года.
Ю. И. фон Каниц — автор труда «Расположение древнего города Казани в 1552 г., с изъяснением плана Казани и описанием осады и взятия её», написанного, как считается, к 1778 году по просьбе М. М. Хераскова для его «Россиады». Составленные им план и описание взятия Казани явились первой реконструкцией взятия Казани Иоанном IV в 1552 году. Они стали важным трудом для своего времени, которым неоднократно пользовались позднейшие историки.
Он считается автором или организатором выполнения серии снимков Казани, сделанных в 1779 году при помощи камеры-обскуры.